# Robert Austin (explorateur)
Pour les articles homonymes, voir Robert Austin et Austin.
Robert Austin, né le 31 décembre 1825 à Epping (Essex) et mort le 24 février 1905 à Thornborough dans le Queensland, est un explorateur britannique.

## Biographie
Arrivé en Australie en 1840, il devient aspirant arpenteur général et est chargé en 1854 d'explorer l'Ouest afin d'y découvrir de l'or. Avec Kenneth Brown il visite ainsi les lacs de l'Ouest et découvre le Mont Magnet. 
On lui doit un récit du voyage : Report of an Expedition in Western Australie (1854). 

## Hommages
Le lac Austin et la ville d'Austin, aujourd'hui abandonnée, ont été nommés en son honneur. 
Jules Verne le mentionne dans son roman Les Enfants du capitaine Grant (partie 2, chapitre IV).